# Stenalia parvula
Stenalia parvula es una especie de coleóptero de la familia Mordellidae.

## Distribución geográfica
Habita en el Congo.